# Коридор (фильм, 1994)
«Коридор» (лит. Koridorius)  — литовский драматический художественный фильм Шарунаса Бартаса 1994 года. Фильм снят на черно-белую 35 миллиметровую пленку и имеет фрагментарное повествование, в нем также практически отсутствуют диалоги. В 1998 году фильм «Коридор» появился в документальном фильме Жана-Люка Годара «История(и) кино» («Histoire(s) du cinéma»).

## Сюжет
Время и место действия фильма — январь 1991 года, Вильнюс, Литва. Фильм содержит документальные кадры восстания в Литве в 1991 году.
Пространство фильма — страны, города человеческой души приобретает форму воспоминаний о прошлом, сохраняет тепло материнского взгляда, отцовского прикосновения, встречи с беспричинным злом. Атмосфера настоящего кажется вечной, такой же вечной, как смог, который стелется по стране, по городу, по душе, смешиваясь с дымом табака, белизной снега. Так же вечно наше тщеславие. В повседневном движении вдоль некоего коридора мы открываем множество дверей с надеждой встретить взгляд чьих-то ярких глаз.
Фильм создан как мозаика ассоциативных воспоминаний и переживаний. Это философская притча об исчезнувшем социуме и поиске новых привязанностей, воссоздающая пространство коридора между «вчера» и «сегодня» со множеством скрытых дверей, о наличии которых не подозревают те, кто находятся внутри его стен.

## В ролях
| Актёр                  | Роль         |
| ---------------------- | ------------ |
| Екатерина Голубева     | главная роль |
| Вячеслав Амирханян     | главная роль |
| Шарунас Бартас         | главная роль |
| Эймунтас Някрошюс      |              |
| Юрга Кураускайте       |              |
| Любомирас Лауцявичюс   |              |
| Мантвидас Янелюнас     |              |
| Альгирдас Степонавичюс |              |
| Мария Гангус           |              |
| Эгле Гибавичюте        |              |
| Аугустас Шавялис       |              |
| Эгле Восилюте          |              |

## Съемочная группа
- Шарунас Бартас — режиссер, сценарист, продюсер
- Илона Циок — продюсер
- Римвидас Лейпус, Владас Науджюс — операторы
- Генуте Видаускайте, Сигитас Закраускас — художники-постановщики
- Данут Инчуте — художник по костюмам
- Мингилье Мурмулайтине — монтажер

## Премьера и показы
Премьера фильма состоялась в 1995 году на 45-м Берлинском кинофестивале, Германия, в рамках секции «Панорама». «Коридор» был показан в том же году на Международном кинофестивале в Салониках, Греция, в конкурсной программе; на Международном кинофестивале в Турине, Италия в конкурсной программе CICAE Award; на Каннском кинофестивале, Франция; на Венском международном кинофестивале, Австрия в конкурсной программе FIPRESСI Award, на Международном кинофестивале в Стокгольме, Швеция и на кинофестивале в Осло, Норвегия.

Книга Роберт Бонами, Шарунаса Бартаса, выпущенная совместно с Центром Помпиду в рамках ретроспективы режиссера.

В 1996 году был показан на Роттердамском кинофестивале, Нидерланды; на Международном кинофестивале в Карловых Варах, Чехия; на Кинофоруме «Арсенал» в Риге, Латвия; на фестивале «Киношок» в Анапе, Россия; на Гдыньском кинофестивале, Польша; на фестивале «L'Alternativa» в Барселоне, Испания.
В 1997 году был показан на Международный фестиваль европейского кино «Grenzland-Filmtage», в Зельбе, Германия; на «Die Film Festival», Франция; на фестивале «Incontri Con Il Cinema Dell'Europa Centro» в рамках конкурса «Alpe Adria Cinema Award» в Университете Востока, Неаполь, Италия; а также в Киноархиве «Антология», Нью-Йорк, США, в рамках ретроспективы режиссера.
В 2003 году Художественный музей Беркли и Тихоокеанский киноархив (BAMPFA) провели ретроспективу, в рамках которой был показан «Коридор».
Картина была повторно показана в 2009 году в Вильнюсе в Литовском музее театра, музыки и кино в рамках проекта «Кино в городе, город в кино».
«Коридор» был показан в 2014 году на 36-Кинофестивале трёх континентов в рамках программы «Ю Ликвай: Химеры современного мира и цифровой реальности».
В 2015 году на Международном кинофестиваль «Новые Горизонты» во Вроцлаве, Польша была проведена ретроспектива фильмов Бартаса, в рамках которой был показан «Коридор».
В 2016 году в связи с ретроспективой режиссера французский Центр Помпиду показал ряд фильмов Бартаса, включая «Коридор». Тогда же вышла книга «Sharunas Bartas ou les hautes solitudes» на обложке которой кадр из фильма «Коридор» с Екатериной Голубевой.
В 2018 году во Французской синематике прошла ретроспектива литовского кино, в рамках которой была показана картина Бартаса.

## Критика
Андрей Плахов в своем обзоре для газеты «Коммерсантъ» сравнил картину с работой Натальи Мотузко «Голос травы», которая также была показана в секции «Панорама». Критик сказал, что представленные фильмы «свидетельствуют о таланте авторов, но создают ощущение всего лишь слабых отблесков двух некогда знаменитых киношкол — литовской и украинской». 
В связи с повторным показом фильма в 2014 году на сайте Кинофестиваля трёх континентов появилась рецензия, в которой редактор сравнивает «Коридор» Бартаса с фильмами Александра Довженко, Роберта Флаэрти и Бела Тарр, также в статье отмечается работа над саундтреком: «Тщательная работа над саундтреком придает каждому кадру неотразимую выразительность».
Дэвид Страттон в своей рецензии для журнала Variety сказал: «Что пытался донести Бартас в “Коридоре”, трудно определить, и, возможно, только посвященные смогут разобраться в этом. Его будущее на международной арене выглядит таким же мрачным, как и у персонажей фильма». 
Лукас Брашишкис в своём эссе «Исторические непредвиденные обстоятельства в ранних фильмах Шарунаса Бартаса» отметил, что эпизод с восстанием в Вильнюсе представлен в фильме «без повествовательной мотивации», «как будто они не будут иметь особого значения в жизни персонажей», а главный герой фильма, которого исполняет сам Бартас, «пассивно наблюдает за демонстрациями через окно своего дома, не имея возможности повлиять на текущую ситуацию снаружи». 

## Награды
Фильм получил награду ФИПРЕССИ на Венском международном кинофестивале 1995 года.

## Музыкальное сопровождение фильма
В фильме звучит композиция «Adiós Nonino» от аргентинского композитора Астора Пьяццолла и «Puerto Rico» от бельгийской музыкальной группы Vaya Con Dios.